# Sables mortels
Pour plus de détails, voir Fiche technique et Distribution.
Sables mortels (White Sands) est un film américain réalisé par Roger Donaldson, sorti en 1992.

## Synopsis
Ray Dolezal est le shérif-adjoint dans le comté de Torrance au Nouveau-Mexique. Il découvre le cadavre d'un homme au milieu du désert. Cet homme, vêtu d'un costume, semble s'être suicidé avec son révolver. Une mallette avec de cinq cents mille dollars est retrouvée à côté de lui. Après l'autopsie, il découvre un numéro de téléphone, et prend contact avec une voix féminine qui l'invite à rapidement le rejoindre. Il décide de remplacer la victime pour essayer de résoudre l'énigme et trouver son assassin. Il se trouve bientôt aux prises avec des marchands d'armes, le FBI et la CIA, rencontre des personnages aux passés troubles et avance en terrain miné pour découvrir la vérité.

## Fiche technique
Sauf indication contraire, les informations mentionnées dans cette section peuvent être confirmées par la base de données cinématographiques IMDb,  présente dans la section « Liens externes ».
- Titre original : White Sands
- Titre français : Sables mortels
- Réalisation : Roger Donaldson
- Scénario : Daniel Pyne
- Musique : Patrick O'Hearn
- Photographie : Peter Menzies Jr.
- Production : Gary Barber, David Nicksay, James G. Robinson, Scott Rudin, William Sackheim, David Wisnievitz *  * Société de production : Morgan Creek Productions
- Distribution : Warner Bros.
- Durée : 101 minutes
- Pays d'origine :  États-Unis
- Langue originale : anglais
- Format : Couleur - 2.35:1 Cinémascope - 35 mm - son Dolby
- Genre : thriller, policier
- Dates de sortie[1] :
  -  États-Unis : 24 avril 1992
  -  France : 25 novembre 1992

## Distribution
- Willem Dafoe (VF : Lionel Henry ; VQ : Jean-Luc Montminy) : le shérif-adjoint Ray Dolezal
- Mary Elizabeth Mastrantonio (VF : Micky Sébastian ; VQ : Claudie Verdant) : Lane Bodine
- Mickey Rourke (VF : Patrick Poivey ; VQ : Jean-Marie Moncelet) : Gorman Lennox
- Samuel L. Jackson (VF : Sady Rebbot ; VQ : Éric Gaudry) : Greg Meeker
- Miguel Sandoval (VF : Vincent Grass ; VQ : Manuel Tadros) : l'agent Ruiz
- M. Emmet Walsh (VF : Roger Lumont ; VQ : Yves Massicotte) : Bert Gibson
- James Rebhorn (VF : Jacques Brunet) : l'agent Flynn
- John Lafayette (VF : Georges Berthomieu) : l'agent Demott
- Maura Tierney (VF : Claire Guyot ; VQ : Linda Roy) : Noreen
- Alexander Nicksay (VF : Alain Bégard) : Ben Dolezal
- Fredrick Lopez (VF : Bruno Dubernat ; VQ : Jacques Lavallée) : Delmar Blackwater
- Ken Thorley (VF : Henri Poirier) : Harold Kleinman
- Jack Kehler (VF : Jean-Marie Boyer ; VQ : Benoit Rousseau) : Casanov
- Royce D. Applegate (VF : Marc Alfos) : Peterson
- Megan Butler (VF : Marie-Christine Darah) : Goodman
- Beth Grant : Roz Kincaid
- John P. Ryan (VF : Bernard Tixier) : le trafiquant d'armes n°1
- Fred Dalton Thompson (VF : Robert Darmel) : le trafiquant d'armes n°2
- Mimi Rogers : Molly Dolezal (non créditée)

## Production
Avant que Willem Dafoe et Mickey Rourke soient engagés, Morgan Creek Productions voulait Kevin Costner pour le rôle de Ray Dolezal et a envisagé Jeff Bridges et Nick Nolte pour incarner Gorman Lennox.
Le tournage a lieu au Nouveau-Mexique (parc national des White Sands, Estancia, Taos et Santa Fe).

## Accueil
Le film reçoit des critiques plutôt mitigées sur l'agrégateur américain Rotten Tomatoes : il obtient 44% d'opinions favorables pour 16 critiques et une note moyenne de 5,05⁄10.
Côté box-office, le succès n'est pas au rendez-vous avec seulement 9 011 574 $ de recettes aux États-Unis. En France, Sables mortels n'attire que 58 379 spectateurs en salles.